# Paris E-Prix
Der Paris E-Prix ist ein Automobilrennen der FIA-Formel-E-Meisterschaft in Paris, Frankreich. Es wurde erstmals 2016 ausgetragen.

## Geschichte
Für den Paris E-Prix wurde ein temporärer Rundkurs auf öffentlichen Straßen im 7. Pariser Arrondissement angelegt.

## Ergebnisse
| Auflage | Jahr    | Strecke               | Sieger                                      | Zweiter                                            | Dritter                                        | Pole-Position                              | Schnellste Runde                               |
| ------- | ------- | --------------------- | ------------------------------------------- | -------------------------------------------------- | ---------------------------------------------- | ------------------------------------------ | ---------------------------------------------- |
| 1       | 2015/16 | Circuit des Invalides | Lucas di Grassi (ABT Schaeffler Audi Sport) | Jean-Éric Vergne (DS Virgin Racing Formula E Team) | Sébastien Buemi (Renault e.dams)               | Sam Bird (DS Virgin Racing Formula E Team) | Nick Heidfeld (Mahindra Racing Formula E Team) |
| 2       | 2016/17 | Circuit des Invalides | Sébastien Buemi (Renault e.dams)            | José María López (DS Virgin Racing Formula E Team) | Nick Heidfeld (Mahindra Racing Formula E Team) | Sébastien Buemi (Renault e.dams)           | Sam Bird (DS Virgin Racing Formula E Team)     |
| 3       | 2017/18 | Circuit des Invalides | Jean-Éric Vergne (Techeetah)                | Lucas di Grassi (Audi Sport ABT Schaeffler)        | Sam Bird (DS Virgin Racing Formula E Team)     | Jean-Éric Vergne (Techeetah)               | Lucas di Grassi (Audi Sport ABT Schaeffler)    |
| 4       | 2018/19 | Circuit des Invalides | Robin Frijns (Envision Virgin Racing)       | André Lotterer (DS Techeetah)                      | Daniel Abt (Audi Sport ABT Schaeffler)         | Oliver Rowland (Nissan e.dams)             | Tom Dillmann (NIO Formula E Team)              |